# مکس تیریوت
ماکسیمیلیون دریک تیریوت، (زادهٔ ۱۴ اکتبر ۱۹۸۸ کالیفرنیا) یک بازیگر آمریکایی است.
تیریوت زاده شده در لوس آلتوس هیلز کالیفرنیاست، برای کامرون تیریوت و بریجت اسنایدر؛ که پدر و مادرش هستند. او یک خواهر دارد، فرانسز و یک برادر، آیدان دارد. محل زندگی اش در غرب کالیفرنیا بود. پدربزرگ پدری او چارلز دی-ای یانگ تیریوت بود، صاحب و ناشر روزنامه سن فرنسیسکو کرانیکل (تاریخچه سن فرانسیسکو) و یکی از فرزندان د ای یانگ برادرز، برپاکنندگان کرانیکل (تاریخچه) بود.
تیریوت پس از مورد توجه قرار گرفتن در یک کلاس بداهه‌گویی، صاحب یک وکیل شد. او به جی ای پی خودش را نشان داد و در دو فیلم کوتاه ظاهر شد و این قبل از بازی در اولین نقش اولش در آن بچه را بگیر (۲۰۰۴) بود که یک کمدی هیجان انگیز برای نوجوانان بود. او بعداً در ۲۰۰۵ نقشی به نام سف پلامر را در پیسیفیر (صلح جو) بازی کرد که یکی از اعضای خانواده تحت سرپرستی یک نیروی دریایی با بازی وین دیزل بود. تیریوت همه ترانه‌ها را خودش برای فیلم انجام داد..
تیریوت در فضانورد فارمر، که اکرانش در ۲۳ فوریه ۲۰۰۷ بود، به اندازه نسخه ویژه فیلم نانسی درو، اکران شده در ۱۵ ژوئن ۲۰۰۷ موفق ظاهر شد. همچنین او جوانی هیدن کریستنسن، نقش اول فیلم جامپر ( جهنده) را بازی خواهد کرد که فیلمبرداری اش در سپتامبر ۲۰۰۶ کلید خورده‌است. تیریوت در ساحل مانهاتان زندگی می‌کند و در ۲۰۰۶ از دبیرستان ال مولینو فارغ‌التحصیل شد. او از بسکتبال لذت می‌برد، همچنین از شکار، ماهیگیری و ورزش کشتی.

## فیلم‌شناسی
| سال  | عنوان                       | نقش              | توضیحات |
| ---- | --------------------------- | ---------------- | ------- |
| ۲۰۰۴ | بچه را بگیر                 | گاس              |         |
| ۲۰۰۵ | صلح جو                      | سف پلامر         |         |
| ۲۰۰۶ | فضانورد کشاورز              | شپرد فارمر       |         |
| ۲۰۰۷ | نانسی درو                   | ند نیکرسون       |         |
| ۲۰۰۸ | جامپر                       | دیوید جوان       |         |
| ۲۰۰۸ | کیت کیترج: یک دختر آمریکایی | ویل/چارلی        |         |
| ۲۰۱۰ | روحم برای گرفتن             | آدام «باگ» هلرمن |         |
| ۲۰۱۰ | با حال بمان                 | دوست پسرِ شاستا   |         |
| ۲۰۱۰ | درخت خانوادگی               | اریک بر نت       |         |
| ۲۰۱۰ | کولی                        | مایکل استیوارت   |         |
| ۲۰۰۹ | خونسرد باش                  |                  |         |
| ۲۰۱۲ | خانهٔ آخر خیابان             |                  |         |

بیتس مدل دیلان بیتس